# مونغ مونغ
مونغ مونغ (بالبورمية: မောင်မောင်)‏ (و. 1925 – 1994 م) هو سياسي من بورما ولد في ماندالاي.

## التعليم
تعلم في جامعة ييل، وجامعة أوتريخت.